# 小行星142562
小行星142562（142562 Graetz）是一颗绕太阳运转的小行星，为主小行星带小行星。该小行星于2002年10月发现。
該小行星以德國陸軍軍官保羅·格雷茨命名，他是首位駕車穿越南部非洲的人。

## 轨道参数
小行星142562的轨道半长轴为384 273 930 km（2.5686760 UA），离心率为0.056。